# Uruguays Billie Jean King Cup-lag
Uruguays Fed Cup-lag representerar Uruguay i tennisturneringen Billie Jean King Cup, och kontrolleras av Uruguays tennisförbund.

## Historik
Uruguay deltog första gången 1972. Laget har som bäst spelat åttondelsfinal, vilket man gjorde 1972 och 1976.